# ثنائي هيدرو التستوستيرون
ثنائي هيدرو التستوستيرون هو أندروجين طبيعي وهرمون جنسي يشارك بشكل أساسي في نمو وتطور البروستات والقضيب، وكذلك في إنتاج الدهون وتكوين شعر الجسم.
يحفز إنزيم 5α-ريدوكتاز تكوين ثنائي هيدرو التستوستيرون من التستوستيرون في أنسجة معينة تشمل غدة البروستات، والحويصلات المنوية، والبربخ، والجلد، وبصيلات الشعر، والكبد، والدماغ. يعمل هذا الإنزيم على تخفيض الرابطة المضاعفة C4-5 للتستوستيرون. يمكن أيضًا تصنيع ثنائي هيدرو التستوستيرون من البروجسترون و17α-هيدروكسي بروجسترون عبر المسار الخلفي للأندروجين في غياب التستوستيرون. مقارنة بالتستوستيرون، يعتبر ثنائي هيدرو التستوستيرون أكثر فعالية بشكل كبير كمحفز لمستقبلات الأندروجين (AR).
بالإضافة إلى دوره كهرمون طبيعي، استُخدم ثنائي هيدرو التستوستيرون كدواء، مثل علاج مستويات التستوستيرون المنخفضة لدى الرجال.

## الوظيفة البيولوجية
ثنائي هيدرو التستوستيرون مهم بيولوجيًا للتمايز الجنسي للأعضاء التناسلية الذكرية خلال تكوين الجنين، ونضج القضيب وكيس الصفن في سن البلوغ، ونمو شعر الوجه والجسم والعانة، وتطور غدة البروستات والحويصلات المنوية. يُنتج من التستوستيرون الأقل فعالية بواسطة إنزيم 5α-ريدوكتاز في الأنسجة المختارة، وهو الأندروجين الأساسي في الأعضاء التناسلية، وغدة البروستات، والحويصلات المنوية، والجلد، وبصيلات الشعر.
يعمل ثنائي هيدرو التستوستيرون بشكل رئيسي بطريقة داخلية وخارجية في الأنسجة التي يُنتج فيها، وله دور ثانوي، إن وجد، كهرمون داخلي في الدوران. مستويات ثنائي هيدرو التستوستيرون في الدورة الدموية تكون أقل بعشر مرات وعشرين مرة من التستوستيرون في التركيزات الكلية والحرة، على التوالي، بينما قد تكون مستويات ثنائي هيدرو التستوستيرون المحلية أعلى بعشر مرات من التستوستيرون في الأنسجة ذات التعبير العالي لإنزيم 5α-ريدوكتاز مثل غدة البروستات. بالإضافة إلى ذلك، على عكس التستوستيرون، يُحلّل ثنائي هيدرو التستوستيرون بواسطة إنزيم 3α-هيدروكسي ستيرويد ديهيدروجيناز (3α-HSD) إلى الأندروجين الضعيف جدًا 3α-أندروستانديول في أنسجة مختلفة مثل العضلات، والدهون، والكبد بين أخرى، فقد أُبلغ عن ثنائي هيدرو التستوستيرون أنه عامل بناء ضعيف جدًا عند إعطائه خارجيًا كدواء.
بالإضافة إلى الوظائف البيولوجية الطبيعية، يلعب ثنائي هيدرو التستوستيرون أيضًا دورًا سببيًا مهمًا في عدد من الحالات التي تعتمد على الأندروجين بما في ذلك حالات الشعر مثل الشعرانية (نمو الشعر الزائد على الوجه والجسم) وفقدان الشعر النمطي (الثعلبة الأندروجينية أو الصلع النمطي) وأمراض البروستات مثل تضخم البروستات الحميد (BPH) وسرطان البروستات. مثبطات 5α-ريدوكتاز، التي تمنع إنتاج ثنائي هيدرو التستوستيرون فعالة في الوقاية وعلاج هذه الحالات. يُعد انعدام الأندروجين نهجًا علاجيًا لسرطان البروستات يمكن تنفيذه عن طريق الإخصاء لتخفيض مستويات التستوستيرون الغونادي كمقدمة لثنائي هيدرو التستوستيرون ، لكن الأورام النقيلية قد تتطور بعد ذلك إلى سرطان البروستات المقاوم للإخصاء (CRPC). على الرغم من أن الإخصاء يؤدي إلى انخفاض بنسبة 90-95% في مستويات التستوستيرون في المصل، لكن ينخفض ثنائي هيدرو التستوستيرون في البروستات فقط بنسبة 50%، مما يدعم فكرة أن البروستات تعبر عن الإنزيمات اللازمة (بما في ذلك 5α-ريدوكتاز) لإنتاج ثنائي هيدرو التستوستيرون من دون التستوستيرون الخصوي، مما يبرز أهمية مثبطات 5α-ريدوكتاز.
قد يلعب DHT وظيفة في تحفيز الناقلات الأمينية للعضلات الهيكلية ووظيفتها.

يوجد مستقلبات لثنائي هيدرو التستوستيرون تعمل كستيرويدات عصبية بنشاط بيولوجي مستقل عن AR. 3α-أندروستانديول هو معدل إيجابي قوي لمستقبلات غابا أ (GABAA)، بينما 3β-أندروستانديول هو محفز قوي ومحدد لمستقبلات الاستروجين (ER) النوع الفرعي ERβ. قد تلعب هذه المستقلبات أدوارًا مهمة في التأثيرات المركزية لثنائي هيدرو التستوستيرون ومن خلاله التستوستيرون، بما في ذلك تأثيراتها المضادة للاكتئاب، والمضادة للقلق، والمكافئة/المفرحة، والمضادة للإجهاد، والتعزيزية للإدراك.

تستوستيرون. Note the major difference -- the 4,5 double-bond on the A ring (left).